# Tharra doni
Tharra doni är en insektsart som beskrevs av Nielson 1975. Tharra doni ingår i släktet Tharra och familjen dvärgstritar. Inga underarter finns listade i Catalogue of Life.